# Achthophora trifasciata
Achthophora trifasciata är en skalbaggsart som beskrevs av Heller 1924. Achthophora trifasciata ingår i släktet Achthophora och familjen långhorningar.
Artens utbredningsområde är Filippinerna. Inga underarter finns listade i Catalogue of Life.